# Lijst van nationale parken in Thailand

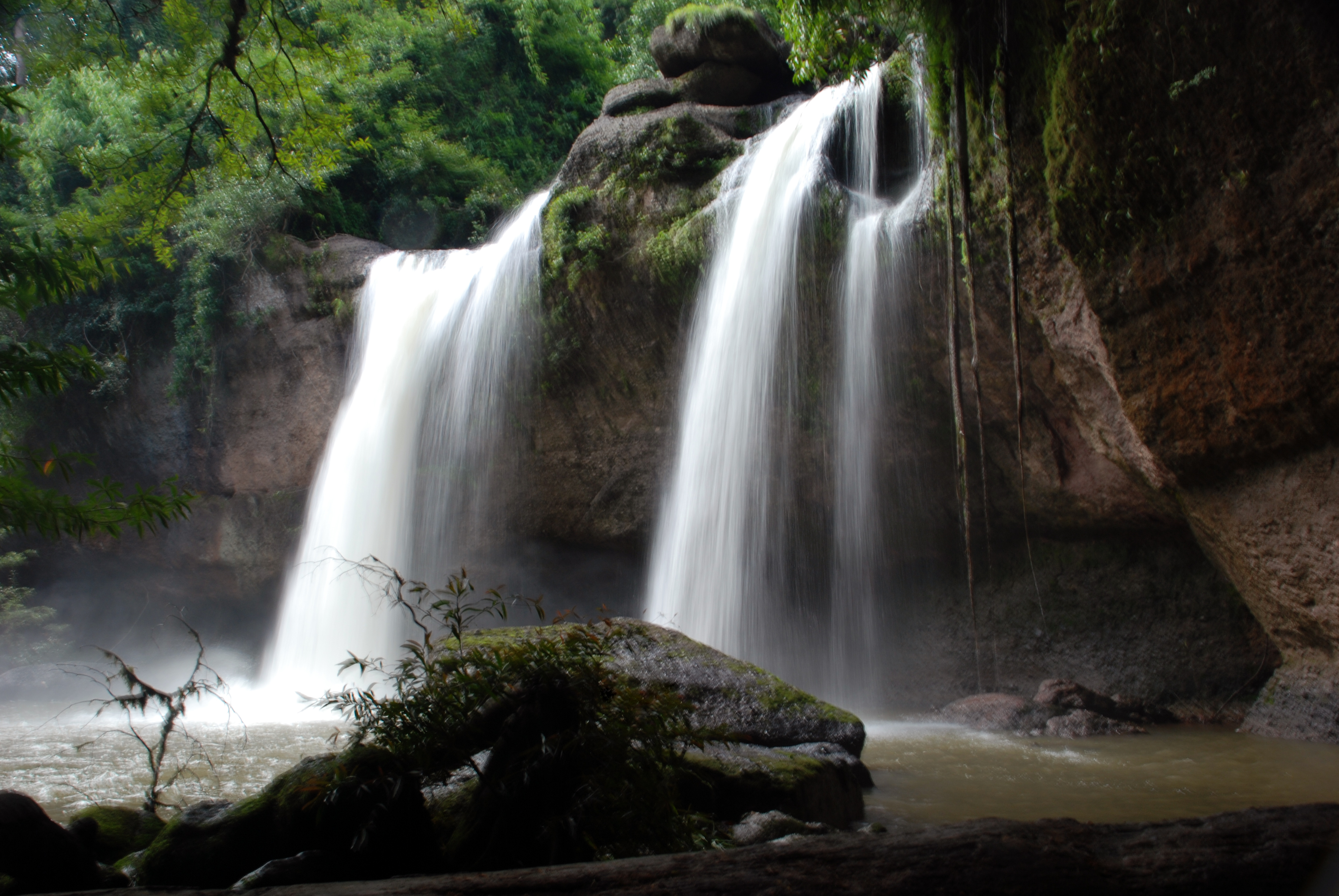
Haeo Suwat waterval in Khao Yai nationaal park, Thailands eerste nationale park, opgericht in 1961

Er zijn ruim 100 nationale parken in Thailand (Thais: อุทยานแห่งชาติทางบก), inclusief 21 mariene nationale parken (อุทยานแห่งชาติทางทะเล).
De parken vallen onder de verantwoordelijkheid van de National Park, Wildlife and Plant Conservation Department (DNP), een deel van het Ministry of Natural Resources and Environment (MONRE) opgericht in 2002. Daarvoor vielen de nationale parken onder het Royal Forest Department van het Ministry of Agriculture.
Het doel van de parken is om bij te dragen aan de bescherming van flora, fauna, landschap, cultuurhistorie, wetenschap en natuurlijke hulpbronnen, maar in de praktijk is de bescherming niet goed geregeld. Er vindt veel landbouwkundige, recreatieve en andere ontwikkeling plaats in de parken op basis van aan partulieren verleende concessies. 
Het eerste nationale park was het Nationaal Park Khao Yai in 1961. Het eerste mariene park was het Khao Sam Roi Yot, opgericht in 1966. In 1993 werd de administratie van de nationale parken en de mariene parken opgesplitst in twee verschillende divisies.
Er zijn nog een aantal nationale parken in oprichting.

## Noord-Thailand

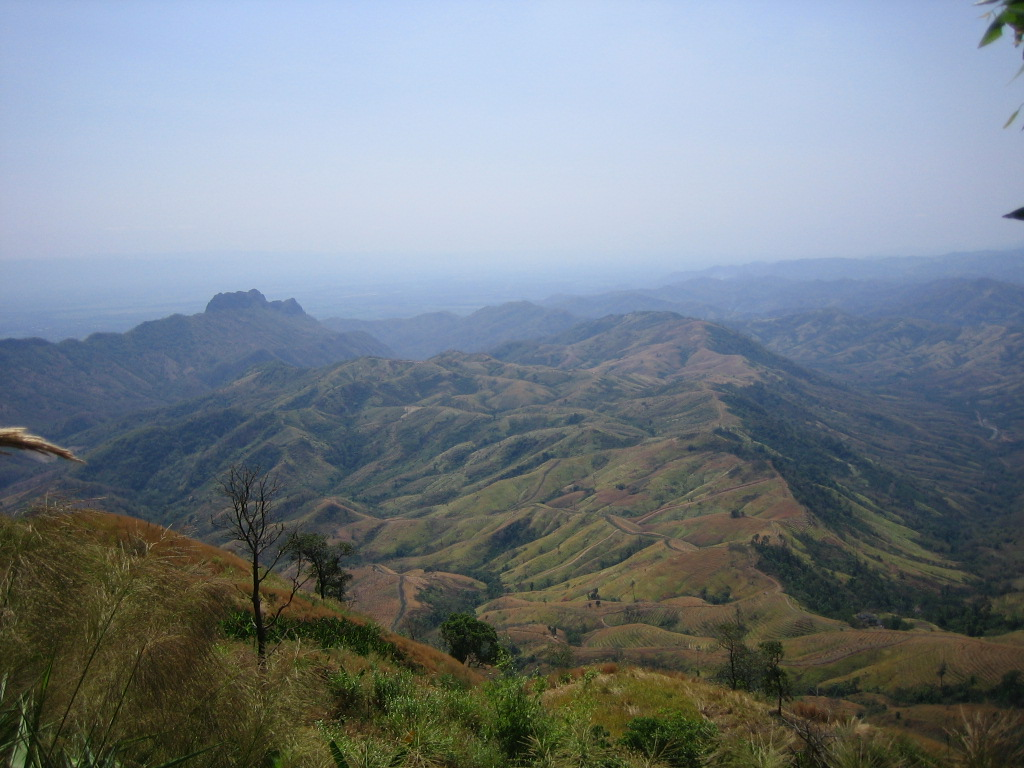
Uitzicht over Phu Hin Rong Kla nationaal park in Loei, provincies Phitsanulok en Phetchabun

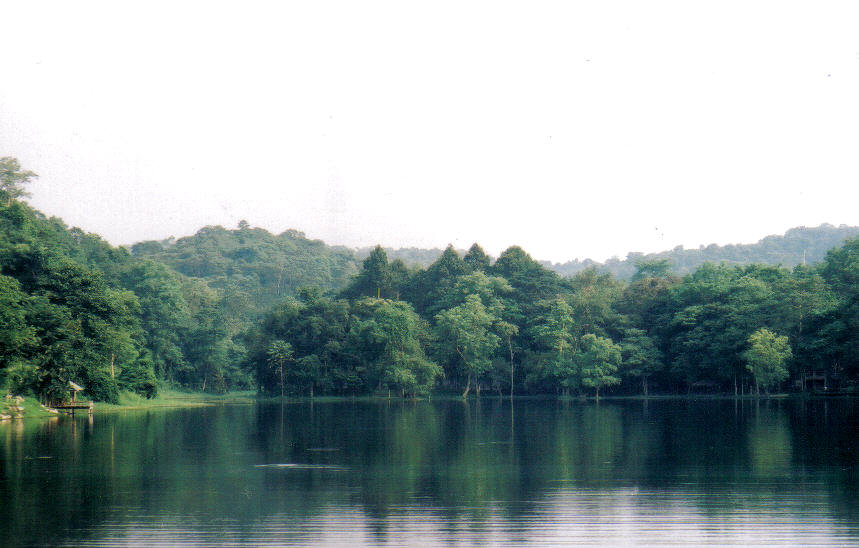
Phra Phuttha Chai nationaal park, Saraburi

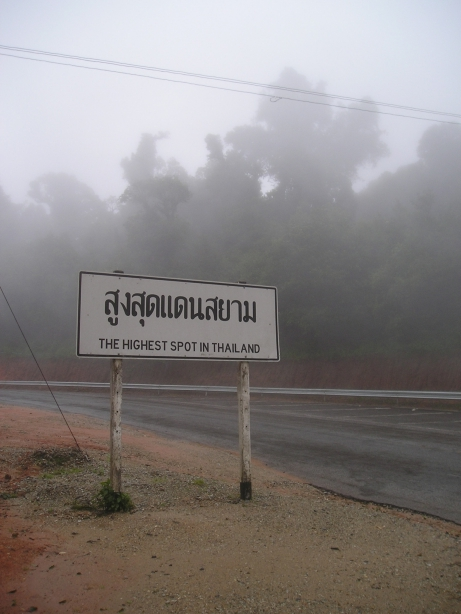
Top van de berg Doi Inthanon, hoogste punt in Thailand

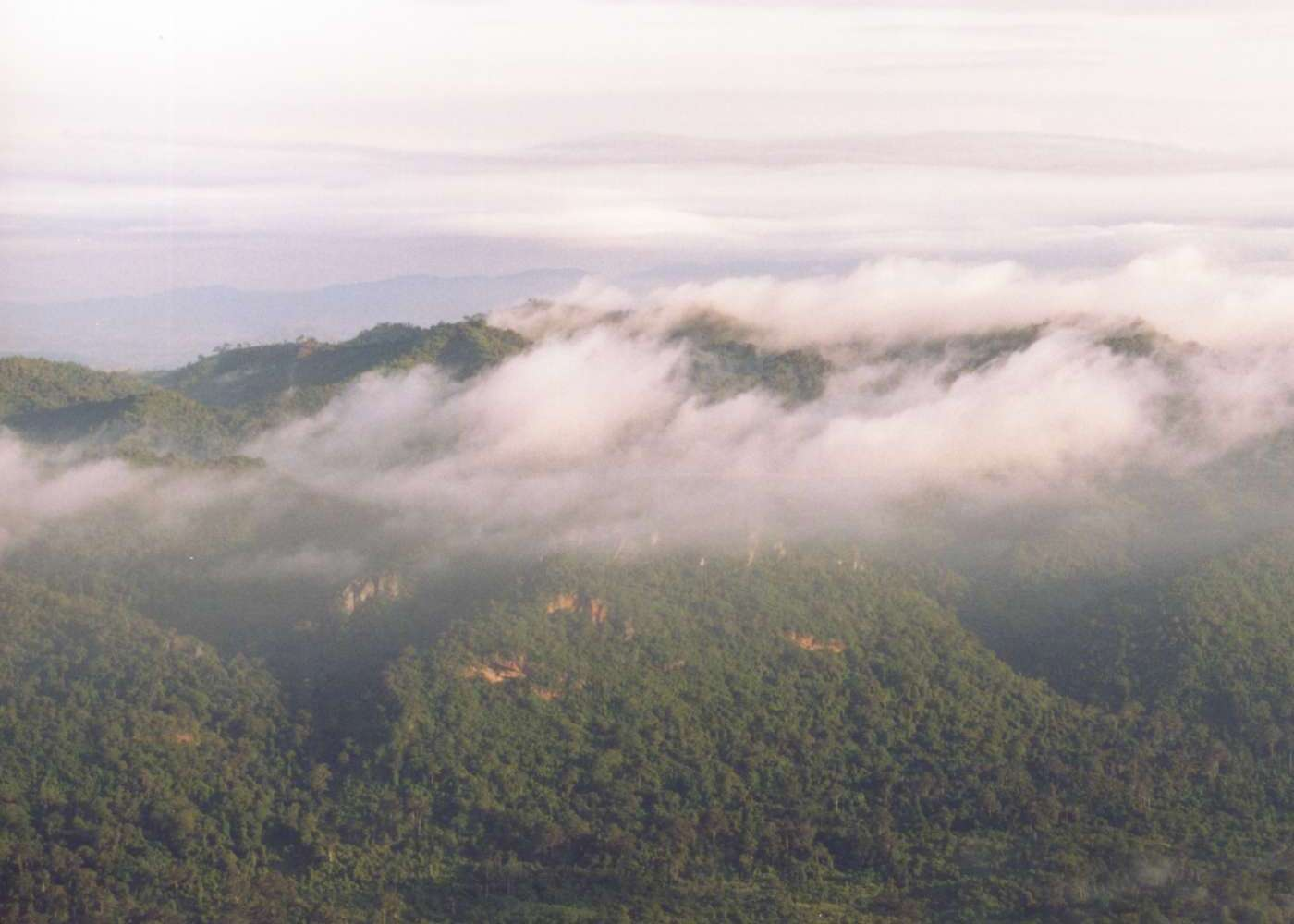
Pa Hin Ngam nationaal park

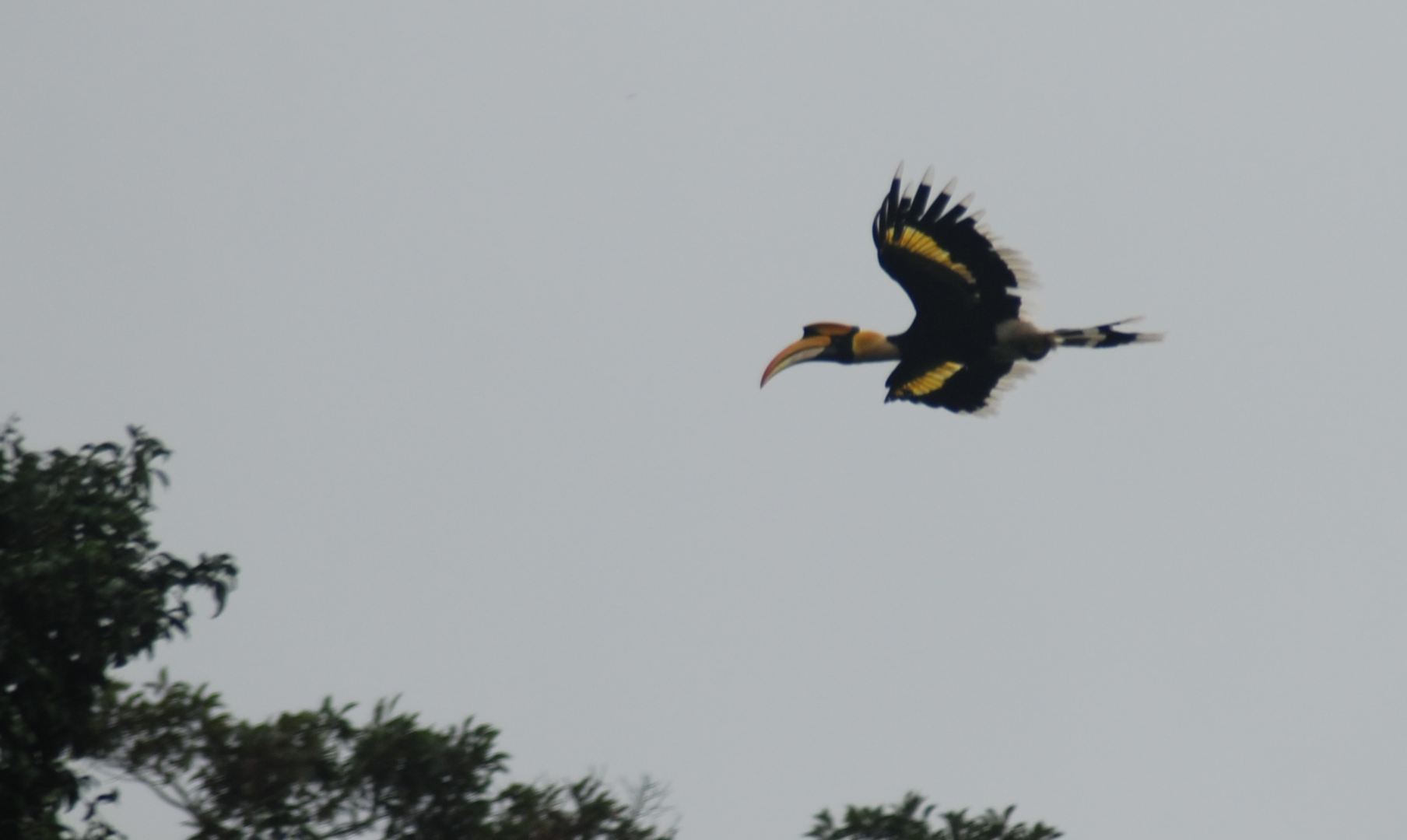
vogels in het Khao Yai nationaal park

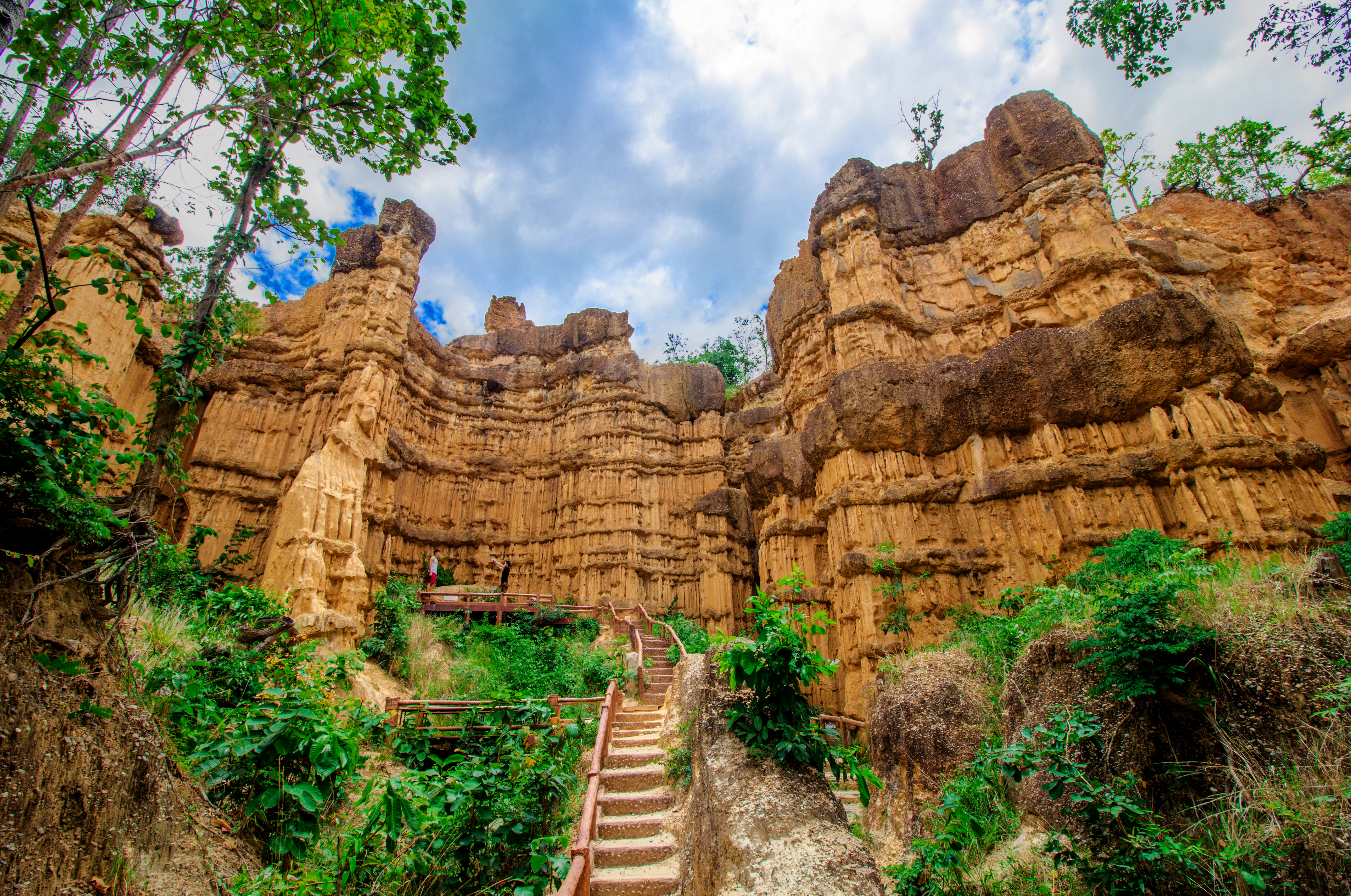
Mae Wang nationaal park

| Naam                         | Provincie                    | Gebied (km²) | Opgericht in |
| ---------------------------- | ---------------------------- | ------------ | ------------ |
| Thung Salaeng Luang          | Phitsanulok, Phetchabun      | 1.262,4      |              |
| Nam Nao                      | Phetchabun                   | 966          |              |
| Nationaal park Doi Inthanon  | Chiang Mai                   | 482,4        |              |
| Doi Khuntan                  | Lamphun, Lampang             | 255,29       |              |
| Lan Sang                     | Tak                          | 104          |              |
| Ramkhamhaeng                 | Sukhothai                    | 341          | 1980         |
| Doi Suthep-Pui               | Chiang Mai                   | 261,06       |              |
| Sri Satchanalai              | Sukhothai                    | 213,2        | 1981         |
| Mae Ping                     | Lamphun, Tak, Chiang Mai     | 1.003,75     |              |
| Wiang Kosai                  | Phrae, Lampang               | 410          |              |
| Namtok Mae Surin             | Mae Hong Son                 | 396,6        |              |
| Taksin Maharat               | Tak                          | 149          |              |
| Klong Lan                    | Kamphaeng Phet               | 300          |              |
| Phu Hin Rong Kla             | Phitsanulok, Loei            | 307          | 1984         |
| Mae Yom                      | Phrae                        | 454,75       |              |
| Mae Wong                     | Kamphaeng Phet, Nakhon Sawan | 894          | 1987         |
| Namtok Chat Trakan           | Phitsanulok                  | 543          |              |
| Kaeng Chet Khwae             | Phitsanulok                  |              |              |
| Chae Son                     | Lampang                      | 768          |              |
| Sri Lanna                    | Chiang Mai                   | 1.406        |              |
| Doi Luang                    | Chiang Rai, Phayao, Tak      | 1.170        |              |
| Klong Wang Chao              | Kamphaeng Phet, Tak          | 747          |              |
| Aob Luang                    | Chiang Rai                   | 553          |              |
| Sa La Win                    | Mae Hong Son                 | 721,52       |              |
| Khun Chae                    | Chiang Rai                   | 270          |              |
| Huai Nam Dang Nationaal Park | Chiang Mai                   | 1.252,12     |              |
| Lam Nam Nan                  | Phrae, Uttaradit             | 999,15       |              |
| Yab Mog                      | Phetchabun                   | 290          |              |
| Mae Moei                     | Tak                          | 185,28       |              |
| Doi Phukha                   | Nan                          | 1.704        |              |
| Mae Phang                    | Chiang Mai                   | 524          |              |
| Phu Zang                     | Chiang Rai, Phayao           | 284,88       |              |
| Chiang Dao                   | Chiang Mai                   | 1.154,92     | 2000         |
| Mae Wa                       | Lampang, Tak                 | 587          |              |
| Mae Wang                     | Chiang Mai                   | 119,63       | 2009         |

## Noordoost-Thailand

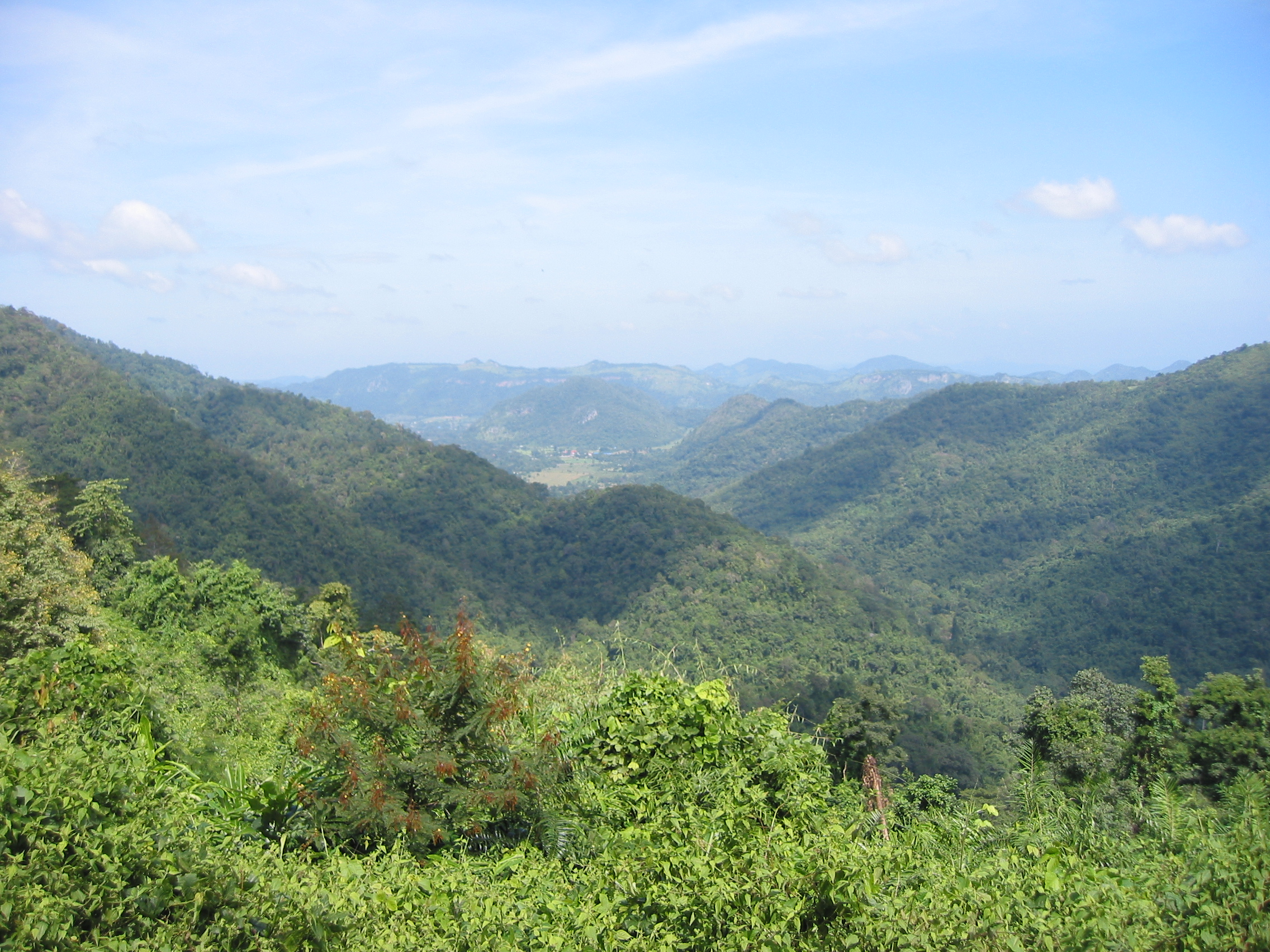
Khao Yai nationaal park is het tweede grootste park in Thailand met circa 2,168 vierkante kilometer

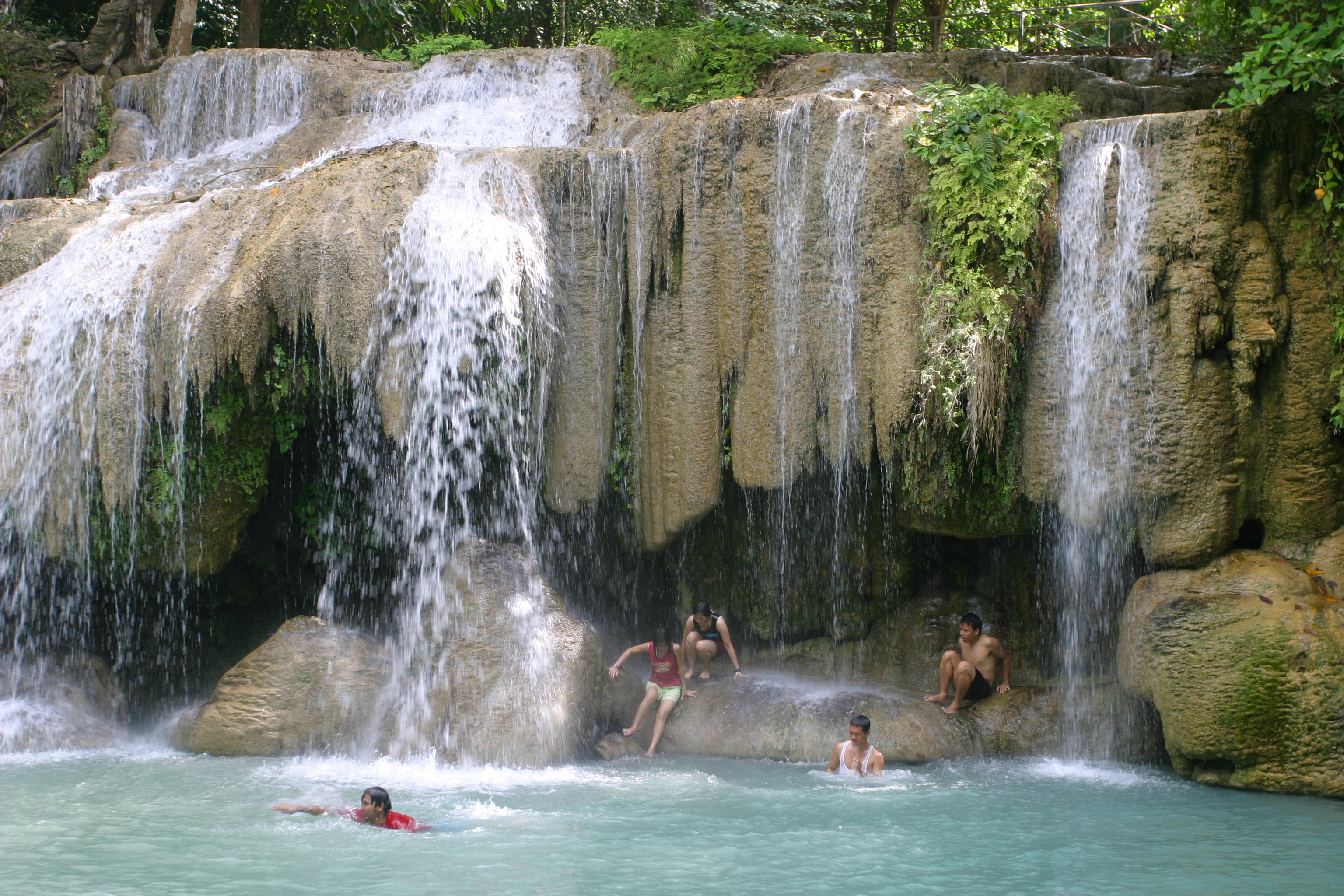
waterval in nationaal park Erawan

| Naam                    | Provincie                                | Gebied (km²) | Opgericht in |
| ----------------------- | ---------------------------------------- | ------------ | ------------ |
| Nationaal Park Khao Yai | Nakhon Ratchasima, Saraburi, Prachinburi | 2.168,635    | 1962         |
| Phu Kradung             | Loei                                     | 348,12       |              |
| Phu Phan                | Sakon Nakhon, Kalasin                    | 664,7        |              |
| Phu Ruea                | Loei                                     | 120,84       |              |
| Tat Ton                 | Chaiyaphum                               | 217,18       |              |
| Kaeng Tana              | Ubon Ratchathani                         | 80           |              |
| Thab Lan                | Nakhon Ratchasima, Prachinburi           | 2.235,8      |              |
| Phu Kao-Phu Phan Kam    | Khon Kaen                                | 322          |              |
| Phu Chong-Na Yoi        | Ubon Ratchathani                         | 686          |              |
| Huay Huat               | Nakhon Phanom, Sakon Nakhon, Mukdahan    | 828,56       |              |
| Mukdahan                | Mukdahan                                 | 48,5         |              |
| Phu wiang               | Khon Kaen                                | 325          |              |
| Phu Pha Man             | Loei, Khon Kaen                          | 340          |              |
| Pha Tam                 | Ubon Ratchathani                         | 350          |              |
| Phu Sa Dok Bua          | Ubon Ratchathani, Yasothon, Mukdahan     | 231          |              |
| Sai Thong               | Chaiyaphum                               | 319          |              |
| Na Haew                 | Loei                                     | 117,16       |              |
| Ta Pha Ya               | Sa Kaeo, Buriram                         | 594          |              |
| Khao Pravihan           | Ubon Ratchathani, Sisaket                | 130          |              |
| Nam Phong               | Khon Kaen, Chaiyaphum                    | 197          |              |

## Centraal Thailand
| Naam                          | Provincie                        | Gebied (km²) | Opgericht in |
| ----------------------------- | -------------------------------- | ------------ | ------------ |
| Namtok Phlew                  | Chantaburi                       | 134,5        |              |
| Nationaal park Erawan         | Kanchanaburi                     | 549,98       | 1975         |
| Khao Chamo-Khao Wong          | Rayong, Chantaburi               | 83,68        |              |
| Nationaal park Khao Kitchakut | Chantaburi                       | 58,31        |              |
| Chaloem Rattanakosin          | Kanchanaburi                     | 59           |              |
| Sai Yok                       | Kanchanaburi                     | 500          |              |
| Pra Budda Chai                | Saraburi                         | 44,57        |              |
| Nationaal park Kaeng Krachan  | Phetchaburi, Prachuap Khiri Khan | 2.914,7      |              |
| Khaoen Sri Nakarin            | Kanchanaburi                     | 1.532        |              |
| Pang Sida                     | Sa Kaeo, Prachinburi             | 844          |              |
| Khao Laem                     | Kanchanaburi                     | 1.497        |              |
| Phu Toei                      | Suphanburi                       | 317,48       |              |
| Nationaal park Kui Buri       | Prachuap Khiri Khan              | 969          |              |
| Namok Huay Yang               | Prachuap Khiri Khan              | 161          |              |

## Zuid-Thailand

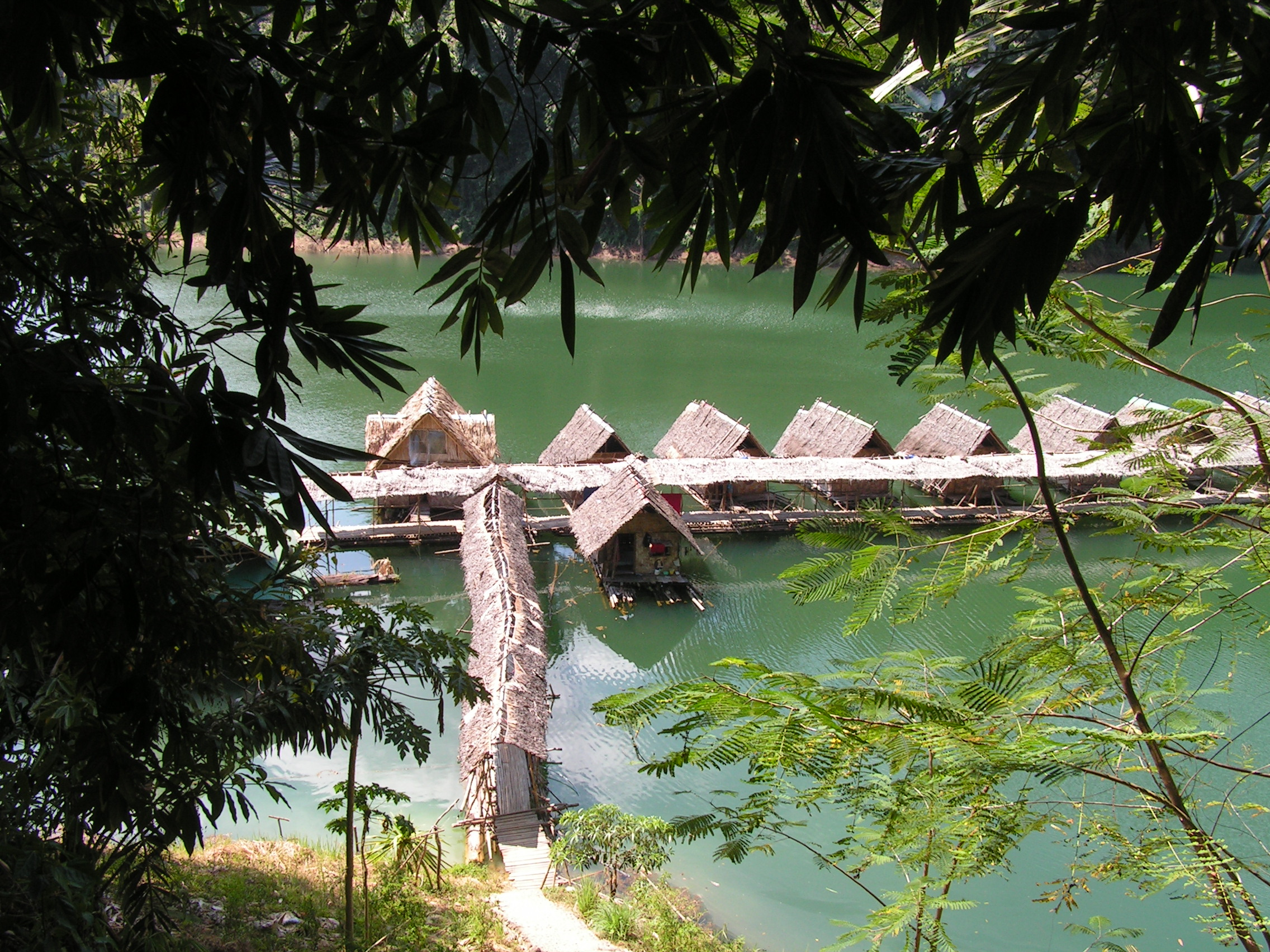
hutten in Khao Sok nationaal park in Changwat Surat Thani

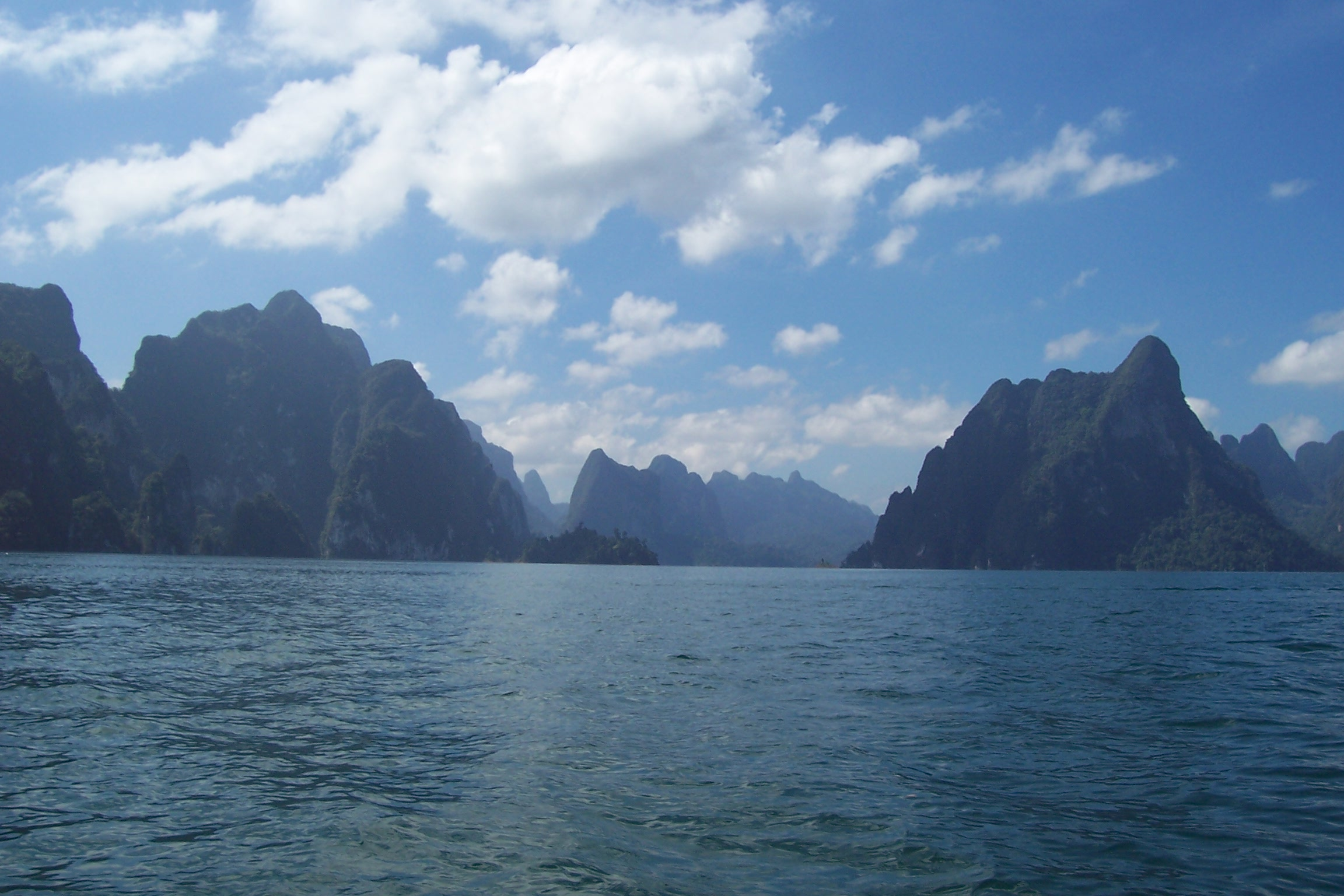
Khao Sok nationaal park

| Naam                              | Provincie                        | Gebied (km²) | Opgericht in |
| --------------------------------- | -------------------------------- | ------------ | ------------ |
| Khao Luang                        | Nakhon Si Thammarat              | 570          |              |
| Khao Sok                          | Surat Thani                      | 738,74       | 1980         |
| Nationaal park Khao Phanom Bencha | Krabi                            | 50,12        |              |
| Khao P-Khao Ya                    | Phattalung                       | 694          |              |
| Si Phang-nga                      | Phang Nga                        | 246,08       |              |
| Namtok Yong                       | Nakhon Si Thammarat              | 205          |              |
| Khao Nam Khang                    | Songkhla                         | 212          |              |
| Kaeng Krung                       | Surat Thani                      | 541          | 1990         |
| Tai Rom Yen                       | Surat Thani                      | 425          | 1991         |
| Bang Lang                         | Yala                             | 261          |              |
| Namtok Ngao                       | Ranong, Chumphon                 | 668          |              |
| Budo-Sungai Padi                  | Narathiwat, Pattani, Yala        | 341          | 1974         |
| Namtok Si Khid                    | Nakhon Si Thammarat, Surat Thani | 145          |              |
| Khlong Phanom                     | Surat Thani                      | 410,4        | 2000         |
| Sriniat                           | Phuket                           | 90           | 1981         |

## Marine parken

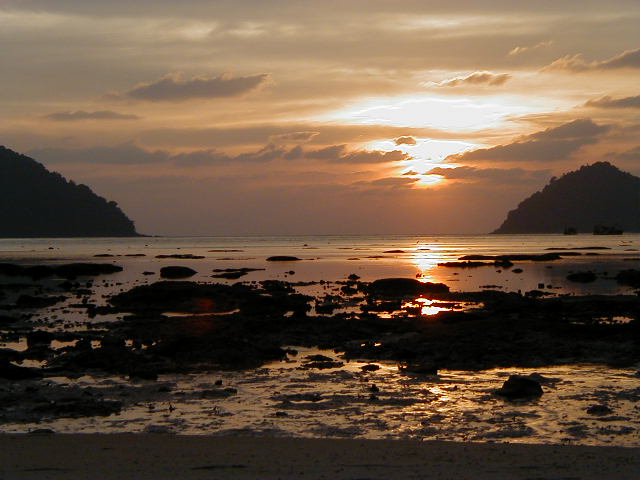
zonsondergang in Mu Ko Surin nationaal Marine Park in Changwat Phang Nga

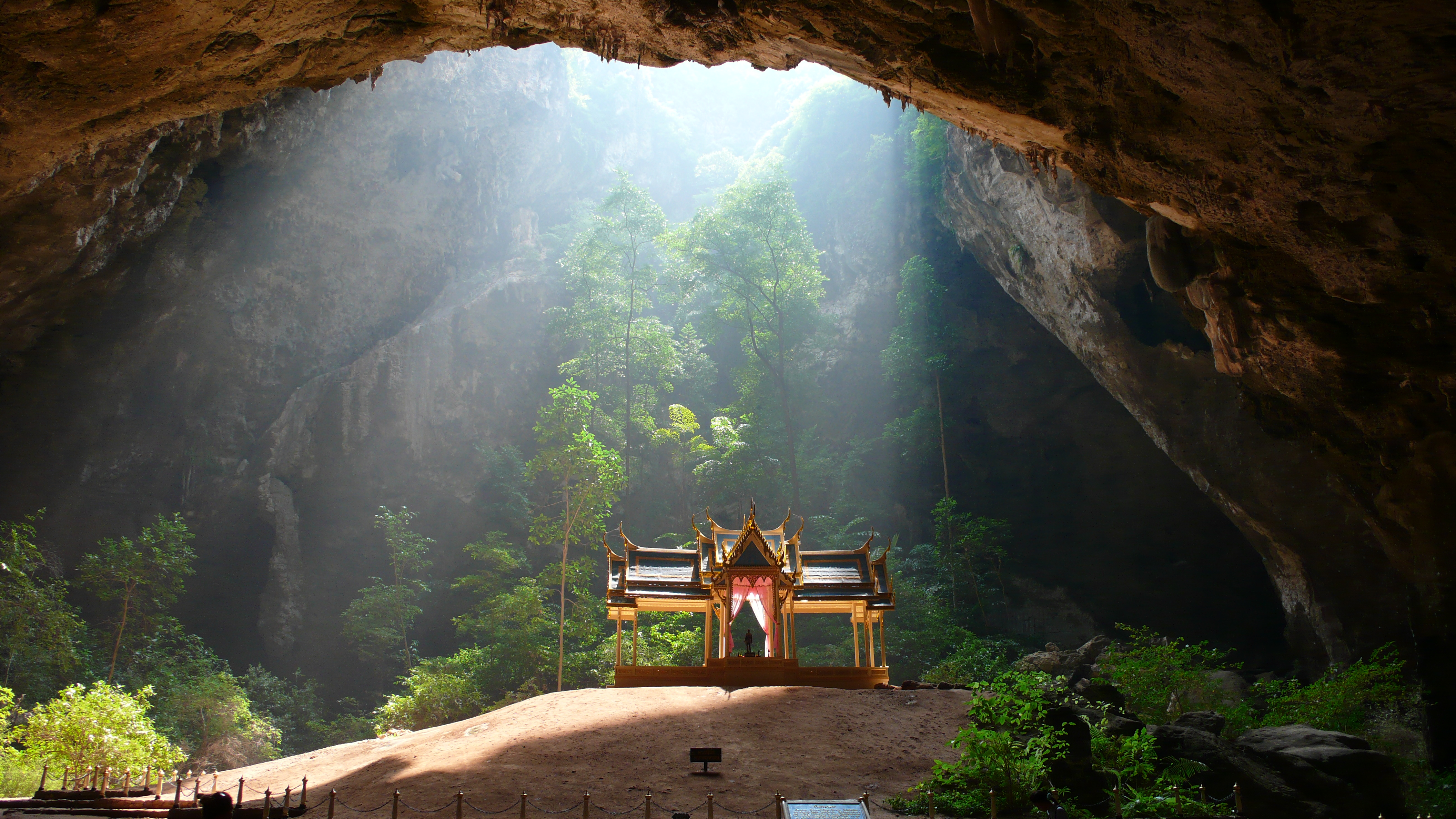
Phraya Nakhon grot in Khao Sam Roi Yot nationaal park, Thailands eerste nationale marine park

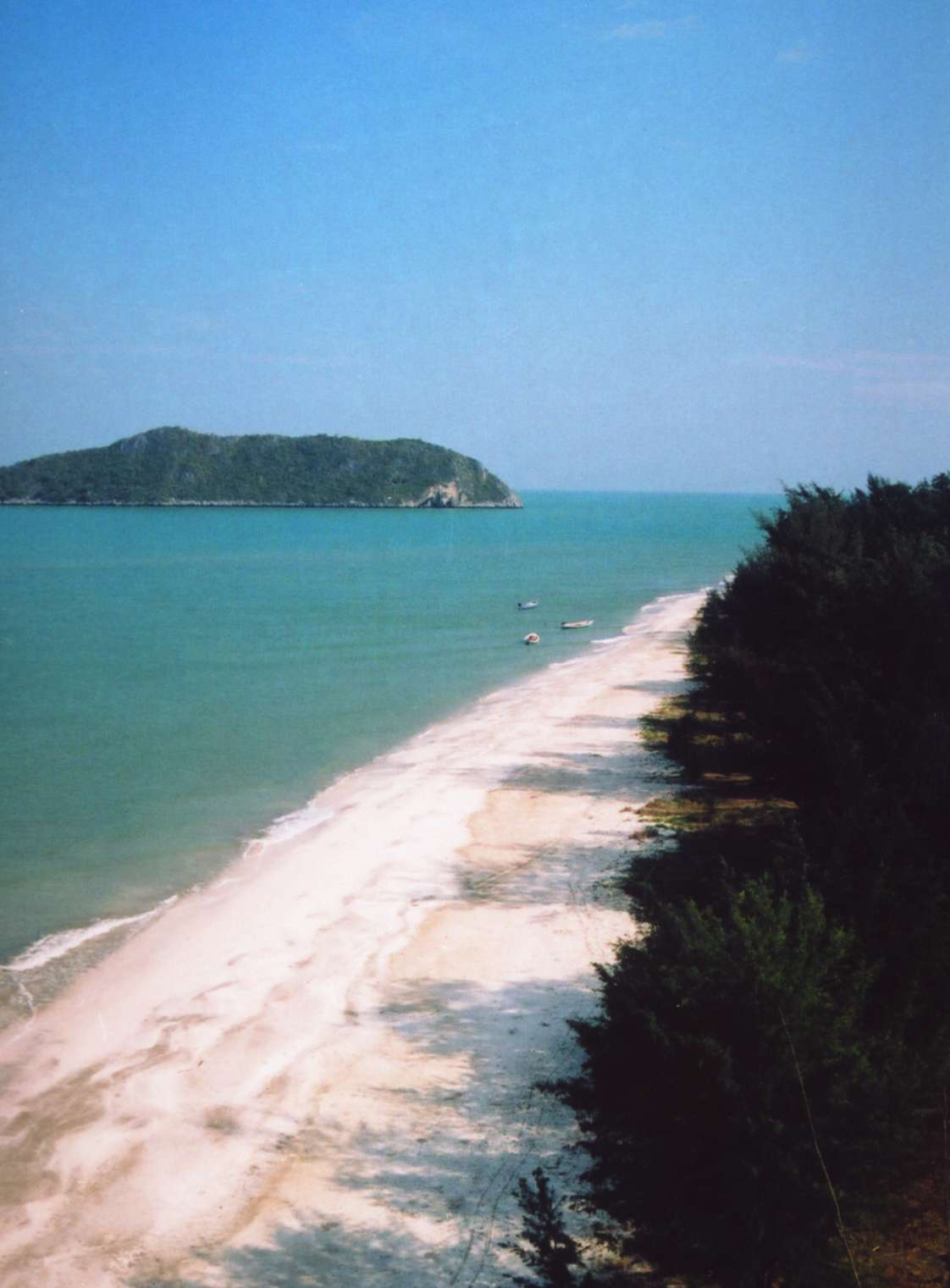
stranden van Khao Sam Roi Yot nationaal park

| Naam                                     | Provincie           | Gebied (km²) | Opgericht in |
| ---------------------------------------- | ------------------- | ------------ | ------------ |
| Khao Sam Roi Yot                         | Prachuap Khiri Khan | 98,08        | 1966         |
| Nationaal Park Ao Phang Nga              | Phang Nga           | 400          | 1981         |
| Nationaal park Tarutao                   |                     | 1.490        | 1976         |
| Thale Ban nationaal park                 |                     | 196          | 1980         |
| Mu Ko Ang Thong National Park            | Surat Thani         | 102          | 1980         |
| Than Sadet-Ko Pha-Ngan National Park     |                     | 65,93        | 1983         |
| Mu Ko Surin (Surineilanden)              | Phang Nga           | 135          | 1981         |
| Sirinath                                 |                     | 90           | 1981         |
| Khao Laem Ya - Mu Ko Samet National Park | Rayong              | 131          | 1981         |
| Had Chao Mai                             | Trang               | 230,87       | 1981         |
| Mu Ko Similan                            | Phang Nga           | 140          | 1982         |
| Mu Ko Chang                              | Trat                | 650          | 1982         |
| Laemson                                  |                     | 315          | 1983         |
| Had Nopparatthara (Phi Phi-eilanden)     | Krabi               | 387,9        | 1983         |
| Mu Ko Phetra National Park               | Trang, Satun        | 494,38       | 1984         |
| Khao Lam Pee-Had Thai Muang              |                     | 72           | 1986         |
| Koh Lanta nationaal Park                 | Krabi               | 134          | 1990         |
| Khao Lak-Lam Ru                          |                     | 125          | 1991         |
| Had Vanakorn                             |                     | 38           | 1992         |
| Tarn Boke Koranee                        |                     | 104          | 1998         |
| Mu Ko Chumphon                           |                     | 317          | 1999         |
| Lam Nam Kraburi                          | Ranong              | 160          | 1999         |

## Parken in oprichting

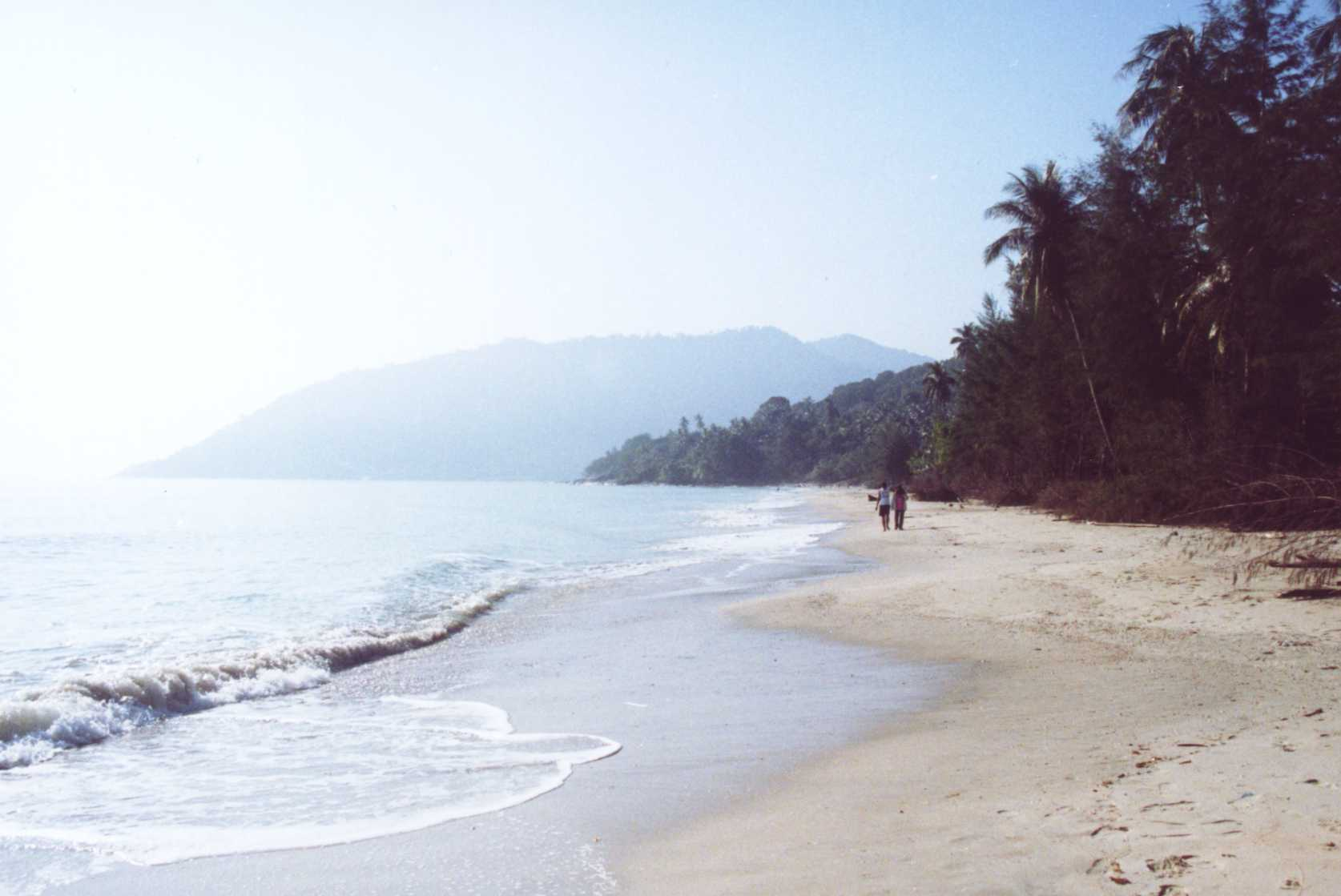
strand van Hat Khanom - Mu Ko Thale Tai National Park

| Naam                          | Provincie                        | Gebied (km²) |
| ----------------------------- | -------------------------------- | ------------ |
| Mai Ta Khai                   | Chiang Mai                       |              |
| Aob Khan                      | Chiang Mai                       |              |
| Doi Wiang Pha                 | Lampang                          |              |
| Tham Phathai                  | Lampang                          |              |
| Doi Phaklong                  | Phrae                            |              |
| Klong Tron                    | Uttaradit                        |              |
| Sri Nan                       | Nan                              |              |
| Doi Phunang                   | Phayao                           |              |
| Mae Tho                       | Chiang Mai                       |              |
| Namtok Pacharoen              | Tak                              |              |
| Kaeng Jegquar                 | Phitsanulok, Uttaradit           |              |
| Khun Khan                     | Chiang Mai                       |              |
| Mae Ngao                      | Mae Hong Son, Tak, Chiang Mai    |              |
| Pa Mae Paem                   | Chiang Rai, Phayao               |              |
| Pu Soidao                     | Uttaradit                        |              |
| Mae Charim                    | Nan                              |              |
| Mae Wang                      | Lampang, Lamphun                 |              |
| Mae Phasa                     | Tak                              |              |
| Khunnan                       | Nan                              |              |
| Nunthaburi                    | Nan                              |              |
| Thong Pha Phum                | Kanchanaburi                     |              |
| Lam Klong Ngu                 | Kanchanaburi                     |              |
| Namtok Klong Kaew             | Trat                             |              |
| Pa Hin Ngam nationaal park    | Chaiyaphum                       |              |
| Phu Lang Ka                   | Nong Khai                        |              |
| Phu Pha Lek                   | Sakon Nakhon, Ubon Ratchathani   |              |
| Phu Lang Ka                   | Chaiyaphum                       |              |
| Namtok Sai Khao               | Pattani, Yala, Songkhla          |              |
| Khao Nan                      | Nakhon Si Thammarat              |              |
| Sun Gala Khiri                | Yala, Songkhla                   |              |
| Namtok Shipo                  | Pattani, Narathiwat              |              |
| Chaloem Phrakiat Thai Prachan | Ratchaburi                       |              |
| Hat Khanom - Mu Ko Thale Tai  | Nakhon Si Thammarat, Surat Thani | 739          |